# Fábián Dániel (lelkész)
Fábián Dániel (Gyulafehérvár, 1810. július 8. – Szilágycseh, 1894. május 6.) református lelkész.

## Élete
Fábián András ügyvéd és Vásárhelyi Anna fia. Tanulását a nagyenyedi Bethlen-főiskolában végezte 1832-ben, amikor a papi szigorlatot is letette és a segédpapsággal egybekötött kézdivásárhelyi tanítóságra lépett. Itt találta az 1834. július 29-ei borzasztó tűzvész, mely a város legnagyobb részét, a templommal és iskolával elhamvasztván, könyvtára is odaégett. 1834 októberében a nagyenyedi másodpapi állomásra választatott meg és hivatalát 1835. január 11-én elfoglalta és folytatta 1842-ig. Ekkor a főkonzisztórium megválasztotta a székelyudvarhelyi főiskola hittanári székére. 1844-ben a kézdivásárhelyi egyház hívta meg papjának és novemberben lépett új állásába. 1848-ban országgyűlési képviselőül választatott meg és Pestre távozott; a képviselőházat híven követte vándorlásaiban a világosi gyászos napig. Az ezután bekövetkezett üldözéseket bukaresti menekülésével kerülte ki; ahonnét, midőn visszatért, előbb a csíkszeredai, 1850-ben pedig a pesti haditörvényszék elé állíttatott, mely őt 1852-ben két évi internáltatás után, kötél általi halálra, kegyelem útján pedig hat évi várfogságra ítélte, ahonnét amnesztia útján 1856 tavaszán szabadult meg. Ezután kézdivásárhelyi hívei táplálták 1857 áprilisáig, mikor a szilágycsehi egyház meghívta papjának, ahol később, miként írja, alig 500 forint évi jövedelem mellett tengette a fogságból hozott köszvényes fájdalmakkal terhelt életét. 1858-ban egyházmegyei közügy-igazgatóvá lett, mely hivataláról betegeskedése miatt 1869-ben lemondott.
Szépirodalmi dolgozatai a Mátrai (Rothkrepf) által szerkesztett Regélőben (1832-37) jelentek meg; írt a Helmeczi Társalkodójába s a Méhes N. Társalkodójába; egyháziakat a Prot. Egyh. és Isk. Lapba Békevölgyi álnévvel és saját neve alatt, úgy az Erdélyi Protestáns Közlönybe és az Erdélyi Prédikátori Tárba (1837.), a Különféle papi dolgozatokba (Pest, 1860.), a Kovács Albert Egyházi Szemléjébe; politikai lapokba csak 1848-ban irt a kolozsvári Ellenőrbe (A székely katonaság nyomasztó sorsáról) és mint képviselő a Kossuth Hirlapjába (A székely nemzet jelleméről, hazafias érzületéről s az új kormányhoz való tántoríthatatlan ragaszkodásáról vezércikkezett). Miután a Székelyföldön a küzdelem dicső napjai bekövetkeztek, a világosi fegyverletétel és az invázió után kitartásra buzdító vezércikkeket írt a kormány közlönyébe és e cikkek voltak okai súlyos elítéltetésének.

## Munkái
- Melyek azon eszközök, melyek által egy pap hivatalában fénylhetik. Egy beszéd, melyet a nagyenyedi ref. templomban, papi hivatalába való beköszöntésekor tartott... jan. 11. 1835. Nagy-Enyed, 1835. (Ezt követi: Egy jó fejedelem képe és a magyar nemzettől nyújtható áldozat. Beszéd, melyet I. Ferencz születése ünnepén 1835-ben elmondott.)
- A derék tisztviselő egy halotti beszédben, melyet Kovásznai Kováts Lajos úr végtiszteletére irt és elmondott Nagy-Enyeden 1836. jul. 2. Nagy-Enyed, 1836.
- Egyházi beszédek. I. füzet. Nagy-Enyed, 1840.
- A fejlődő emberiség neveléséről gondoskodás szent tartozása, kifejtve egy egyházi beszédben. Árultatik a kézdivásárhelyi fiúiskola felépítésére. Brassó, 1845.
- A keresztyén pap hivatása, egyházi beköszöntő beszéd 1857. ápr. 26. Kolozsvár, 1857.
- A keresztyén imaház Istennek hajloka az emberek közt, egyházi beszéd a deérházi helvét hitvallású imaház felszentelésekor 1858. szept. 5. elmondotta. Pest, 1858. (E munka jövedelme az égerházi ref. imaház kijavítására van szentelve.)
- Mire kell a leánygyermeket az iskolában tanítani, hogy egész életében meglátassék rajta? Egyházi beszéd, melyet a szilágycsehi ev. ref. egyház újonnan épült leányiskolája felszentelése alkalmával nov. 23. 1862. elmondott. Kolozsvár, 1863.
- Ünnepi, közönséges, vasárnapi és alkalmi imák egyházi használatra. Kolozsvár, 1869. (Ismert. Prot. Egyh. és Isk. Lap 50. sz. Szász K. 2. olcsó kiadás Budapest 1878.)
- Népszerű egyházi beszédek egy egész évre. Pest, 1871. (Egyházi Könyvtár II.)
- Népszerű halotti beszédek. Budapest, 1877-78. Két kötet. (Ism. Prot. Egyh. és Isk. Lap 1876., 1879.)

Halotti verse: Erősdi Mihály halotti beszéde gr. Bethlen Rosalia felett febr. 19. 1832. a Nagy-Enyed cz. munka 105-110. l.
Kéziratban: Falusi egyházi beszédek és Alkalmi egyházi beszédek.